# Skärva herregård
 Der er for få eller ingen kildehenvisninger i denne artikel, hvilket er et problem. Du kan hjælpe ved at angive troværdige kilder til de påstande, som fremføres i artiklen.

Skärva herregård er det landsted, som skibsbyggeren Fredric Henric af Chapman lod bygge på fastlandet 1785-86, lige nordvest for Karlskrona og øst for Nättraby, i Blekinge län, Sverige. Herregården er i dag privatejet og har siden 1976 været et bygningsminde (fredet bygning). Den indgår også i verdensarven sammen med Flådehavnen Karlskrona, og ligger desuden i Skärva naturreservat.

## Hovedbygningen
Da skibsbyggeren Fredric Henric af Chapman kom op i årene, besluttede han sig som 64-årig at bygge et landsted lige uden for byen. Det var almindeligt blandt de højere klasser på den tid og der ligger flere herregårdslignende gårde ved Karlskrona. I 1785 købte Chapman dele af byen Skärva. Han blev hjulpet med tegningerne og byggeriet af sin nære ven, overadmiral, kunstner og arkitekt Carl August Ehrensvärd. Chapman boede på Skärva indtil 1806, hvor han solgte ejendommen.

### Udvendigt
Fra begyndelsen havde de to bygherrer tænkt sig, at huset skal være anderledes end en traditionel herregård. Chapman kaldte sin herregård för "bondestuga" (bondehus), fordi det var et træhus i ét plan med skråtag. Det adskilte sig dog fra almindelige bondehuse, ved at indeholde tyve værelser og være formet som et H. I midten bygges en lanternin (et lille tårn med vinduer), der mindede om et fyrtårn, mens hovedindgangen fik en bastant portico med fire søjler.
Oprindelig var husets ydermure rødmalede og taget dækket med tørv. Senere blev huset malet gult med hvide kanter, mens tørvetaget blev erstattet af teglsten og en del tagplader af metal.

### Indvendigt
Syd for hovedindgangen lå Chapmans værelser. Længst mod syd blev der indrettet et kinesisk værelse, hvor der i dag hænger hundredvis af tegnede kinesiske skibsmotiver. Et mindre værelser ligger derover, tilgængeligt via en smal trappe. Værelset, der var Chapmans arbejdsværelse, var inspireret af havet og ligner en lille kahyt. Herfra kunne man se ind til byen på den anden side af Danmarksfjärden. Den nordlige del af huset blev indrettet med værelser til de ansatte piger og karle. I samme del af huset blev der indrettet arbejdsrum; køkkenet lå i midten. I 1860'erne blev der foretaget en ombygning, så hele den østlige del og midterdelen blev omdannet til beboelse.

## Øvrige bygninger
Lysthuset, kaldet Dianatemplet, er inspireret af antikkens templer. Tegningerne er bevaret på Nationalmuseum i Stockholm.
Klokketårnet, opført i 1790, er i gotisk stil, og er et af de første eksempler på nygotik i Sverige.

### Fredric Henric af Chapmans gravkammer
I begyndelsen af 1790'erne bad Fredric Henric af Chapman om forslag til et gravkammer. I 1795 havde han bestemt sig for at opføre et enkelt gravkammer i havens udkant. Herfra kunne man se det centrale Karlskrona på den anden side af vandet. I 1806 solgte Chapman Skärva, og blev ved sin død i 1808 i stedet begravet på Augerums kirkegård.

## Galleri
- Wikimedia Commons har flere filer relateret til Skärva herregård

- Klokketårnet
- Skärvas ladebygninger
- Badehuset ved stranden
- Den lille havn i Skärva